# 1001Tracklists

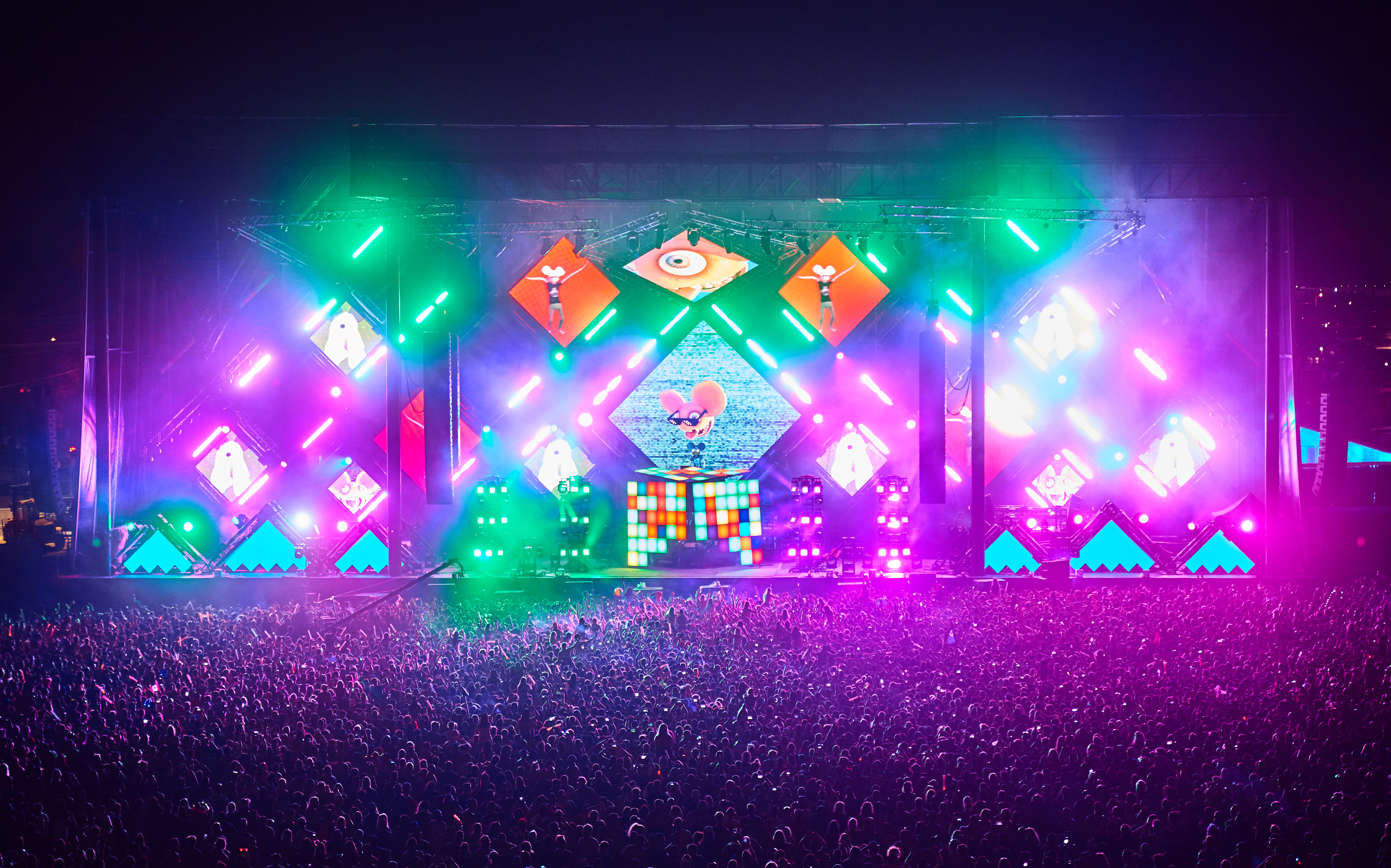
Een DJ-concert van Deadmau5 welk is geregistreerd op 1001Tracklists, waar fans en gebruikers de gedraaide nummers verzamelen en publiceren als gedetailleerde tracklist.

1001Tracklists is een door gebruikers aangedreven online platform dat dient als een uitgebreide database van DJ-tracklists, met de nadruk op elektronische dansmuziek (EDM). Het platform stelt gebruikers in staat om nummers te ontdekken en te identificeren die gedraaid worden in DJ-sets, radioshows en liveoptredens.

## Overzicht
1001Tracklists werd gelanceerd in 2011 en is uitgegroeid tot een bron voor EDM-liefhebbers, DJ’s en producers. Gebruikers kunnen tracklists bijdragen en bewerken, wat een collaboratieve omgeving stimuleert. De site integreert met streamingplatforms zoals YouTube, SoundCloud en Mixcloud, zodat gebruikers sets kunnen beluisteren terwijl ze de trackinformatie bekijken. De database bevat inmiddels meer dan 260.000 tracklists.

## Geschiedenis
1001Tracklists werd opgericht door Jahn Baers, een Duitse softwareontwikkelaar.  Aanvankelijk beheerde Baers het platform alleen, maar later voegden Evan Sacks en Jacob Merlin zich bij het team om de bedrijfsactiviteiten te ondersteunen.  Samen ontwikkelden ze ook 1001Trackstats, een datadienst die inzichten biedt in de prestaties van tracks op diverse platformen.

## Functies[7]
- Tracklist-database: Gebruikers kunnen zoeken op DJ, evenement of datum.[8]
- Community-bijdragen: Iedereen kan tracklists toevoegen en verifiëren.
- Integratie met streamingdiensten: Direct luisteren via embedded players van YouTube en SoundCloud.
- Charts en ranglijsten: Jaarlijkse lijsten zoals de "Top 101 Producers", gebaseerd op hoe vaak nummers gedraaid zijn (Songstats Lab)[9][10]

## Amsterdam Dance Event
Sinds 2018 organiseert 1001Tracklists jaarlijks het Top 101 Producers-evenement tijdens het Amsterdam Dance Event (ADE). Dit evenement viert de meest gespeelde producers van het jaar, gebaseerd op data van DJ-sets wereldwijd. Het is uitgegroeid tot een van de hoogtepunten van ADE, met live optredens van prominente artiesten en speciale back-to-back sets.

### Top101 Producers Rankings[14]
| Year | Rank | Artist           |
| ---- | ---- | ---------------- |
| 2025 | 1    |                  |
|      | 2    |                  |
|      | 3    |                  |
| 2024 | 1    | John Summit      |
|      | 2    | David Guetta     |
|      | 3    | Dimitri Vegas    |
| 2023 | 1    | David Guetta     |
|      | 2    | Anyma            |
|      | 3    | MEDUZA           |
| 2022 | 1    | David Guetta     |
|      | 2    | Vintage Culture  |
|      | 3    | Kryder           |
| 2021 | 1    | Vintage Culture  |
|      | 2    | David Guetta     |
|      | 3    | Kryder           |
| 2020 | 1    | Oliver Heldens   |
|      | 2    | MEDUZA           |
|      | 3    | Armin van Buuren |
| 2019 | 1    | David Guetta     |
|      | 2    | Tiësto           |
|      | 3    | Skrillex         |
| 2018 | 1    | Don Diablo       |
|      | 2    | Skrillex         |
|      | 3    | Axwell           |
| 2017 | 1    | Skrillex         |
|      | 2    | Don Diablo       |
|      | 3    | Axwell           |
| 2016 | 1    | Skrillex         |
|      | 2    | Axwell           |
|      | 3    | Hardwell         |